# Riemann-sfeer

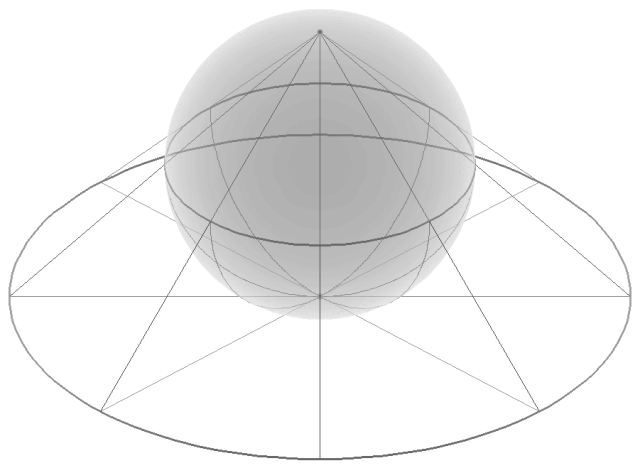
De riemann-sfeer kan worden gevisualiseerd als het complexe vlak dat rondom een bol is gewikkeld, door een of andere vorm van stereografische projectie.

De riemann-sfeer, sfeer van Riemann of riemannbol is in de wiskunde een manier om het complexe vlak met een extra punt op oneindig uit te breiden, zodat anders onbepaalde uitdrukkingen als 
{\displaystyle 1/0=\infty },
in bepaalde contexten een zinvolle betekenis krijgen. De riemann-sfeer is naar de 19e-eeuwse wiskundige Bernhard Riemann genoemd en wordt ook wel aangeduid als 
- de complexe projectieve lijn {\displaystyle \mathbb {CP} ^{1}}
- het uitgebreide complexe vlak

{\displaystyle \mathbb {\hat {C}} } of {\displaystyle \mathbb {C} \cup \{\infty \}}, de complexe getallen C verenigd met oneindig.

## Opnemen van oneindig
de complexe getallen vormen op een puur algebraïsch niveau met een extra element op oneindig een getalsysteem dat bekendstaat als de uitgebreide complexe getallen. Rekenen met oneindige grootheden houdt zich niet altijd aan de gebruikelijke regels van de algebra en zo vormen de uitgebreide complexe getallen geen lichaam (Ned) / veld (Be). De riemann-sfeer vertoont echter meetkundig en analytisch een behoorlijk gedrag, zelfs op het punt op oneindig. De bol is een een-dimensionele complexe variëteit, die ook wel een riemann-oppervlak wordt genoemd.

## Toepassingen

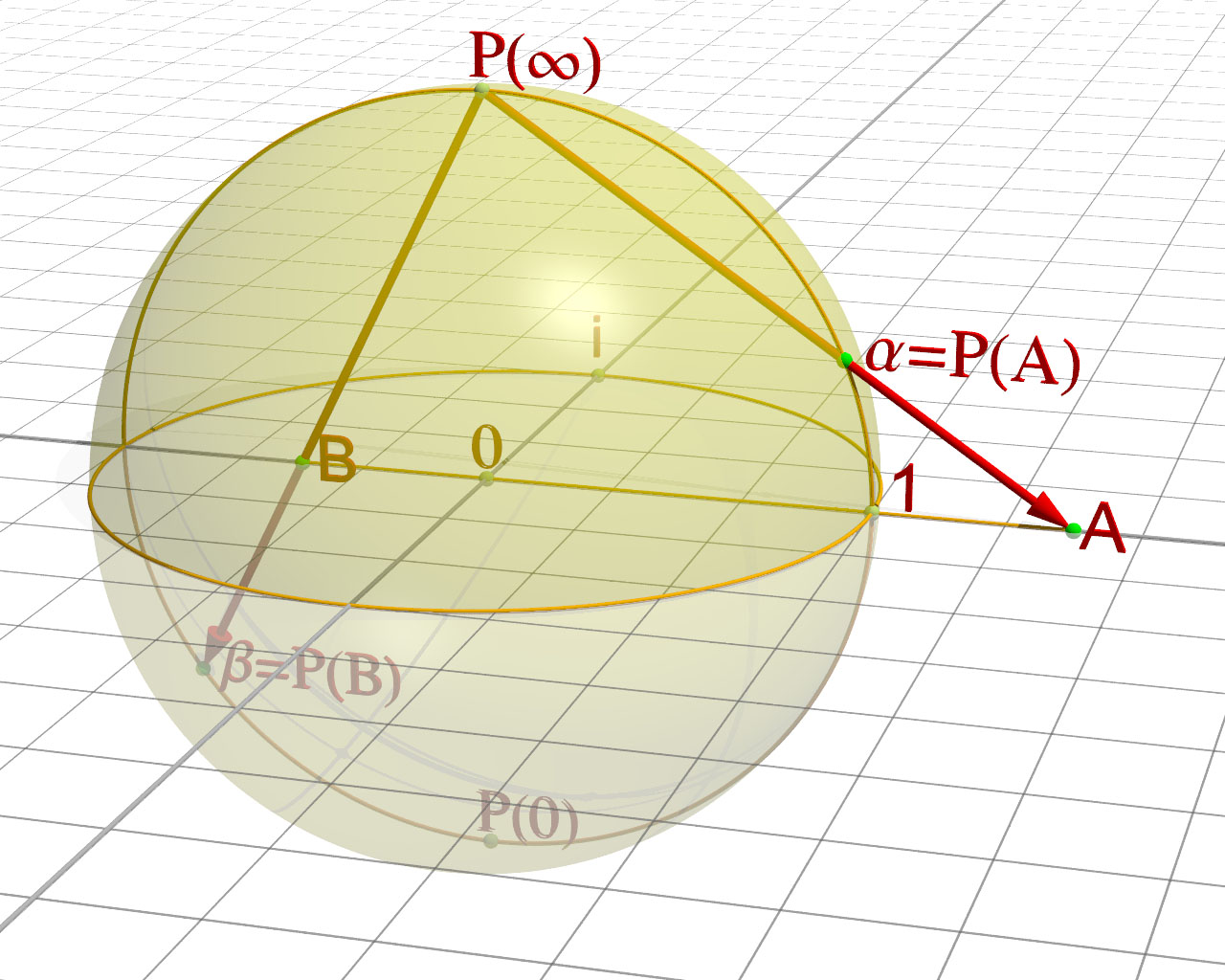
Stereografische projectie van een complex getal rechts op een punt op de riemannbol via een lijn naar de pool P die oneindig voorstelt.

In de functietheorie maakt de riemann-sfeer een elegante theorie van meromorfe functies mogelijk. De riemann-sfeer is een fundamenteel voorbeeld van een 
1. complexe variëteit,
2. een projectieve ruimte en
3. een algebraïsche variëteit

Daarom komt de riemann-sfeer overal voor in de projectieve meetkunde en de algebraïsche meetkunde en vindt ook toepassing in andere disciplines die afhankelijk zijn van analyse en meetkunde, zoals de kwantummechanica en andere takken van de natuurkunde.

## Websites
- (en)  DN Arnold en J Rogness op YouTube. Moebius Transformations Revealed, 3 juni 2007. Möbius-transformatie met stereografische projectie vanuit een bol